# Galium fuegianum
Galium fuegianum är en måreväxtart som beskrevs av Joseph Dalton Hooker. Galium fuegianum ingår i släktet måror, och familjen måreväxter. Inga underarter finns listade i Catalogue of Life.